# 中央アジア・ジプシー
- ドム > リューリ > 中央アジア・ジプシー
- ロマ > 中央アジア・ジプシー
- ジプシー > 中央アジア・ジプシー

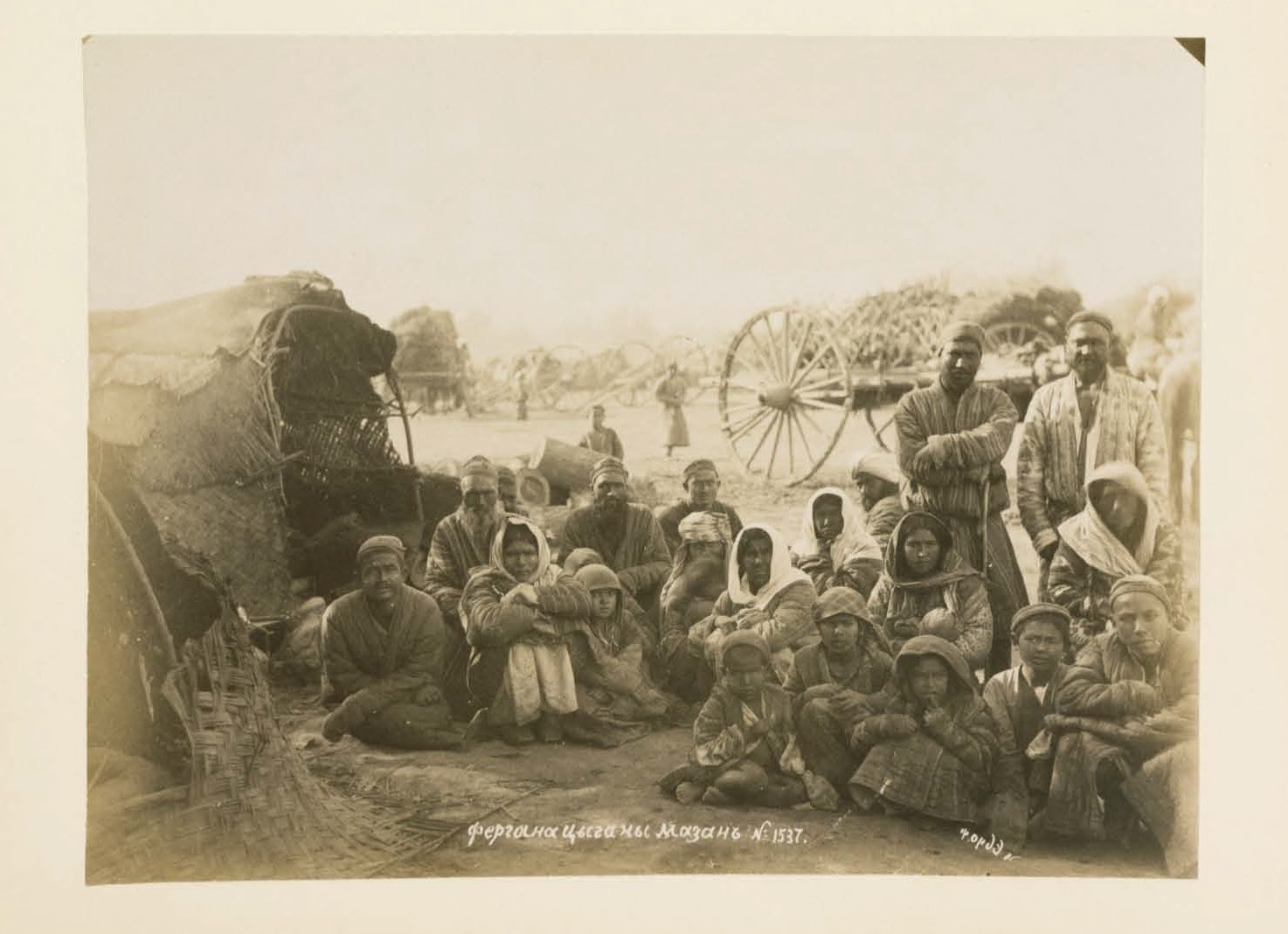
フェルガナのジプシー（1880年代）

中央アジア・ジプシー（ちゅうおうあじあ・じぷしー、ロシア語: Среднеазиатские цыгане）は、ロシアの人口統計上で見られる民族名で、主にリューリやロマを指す。

## 概要
中央アジア・ジプシーという民族名が正しいものとは言いがたく、ロシアにおいて中央アジア地域に住むロマやリューリを人口統計上まとめてそのように称している。ただし、ベールを着用しない、「デュラ」と呼ばれるターバンを着用する、刺青など他のリューリやロマに見られない独自の文化を持つ。
ウズベキスタンやタジキスタン、ロシアに約10,000人ほどが暮らしている。